# Hermann Wichmann

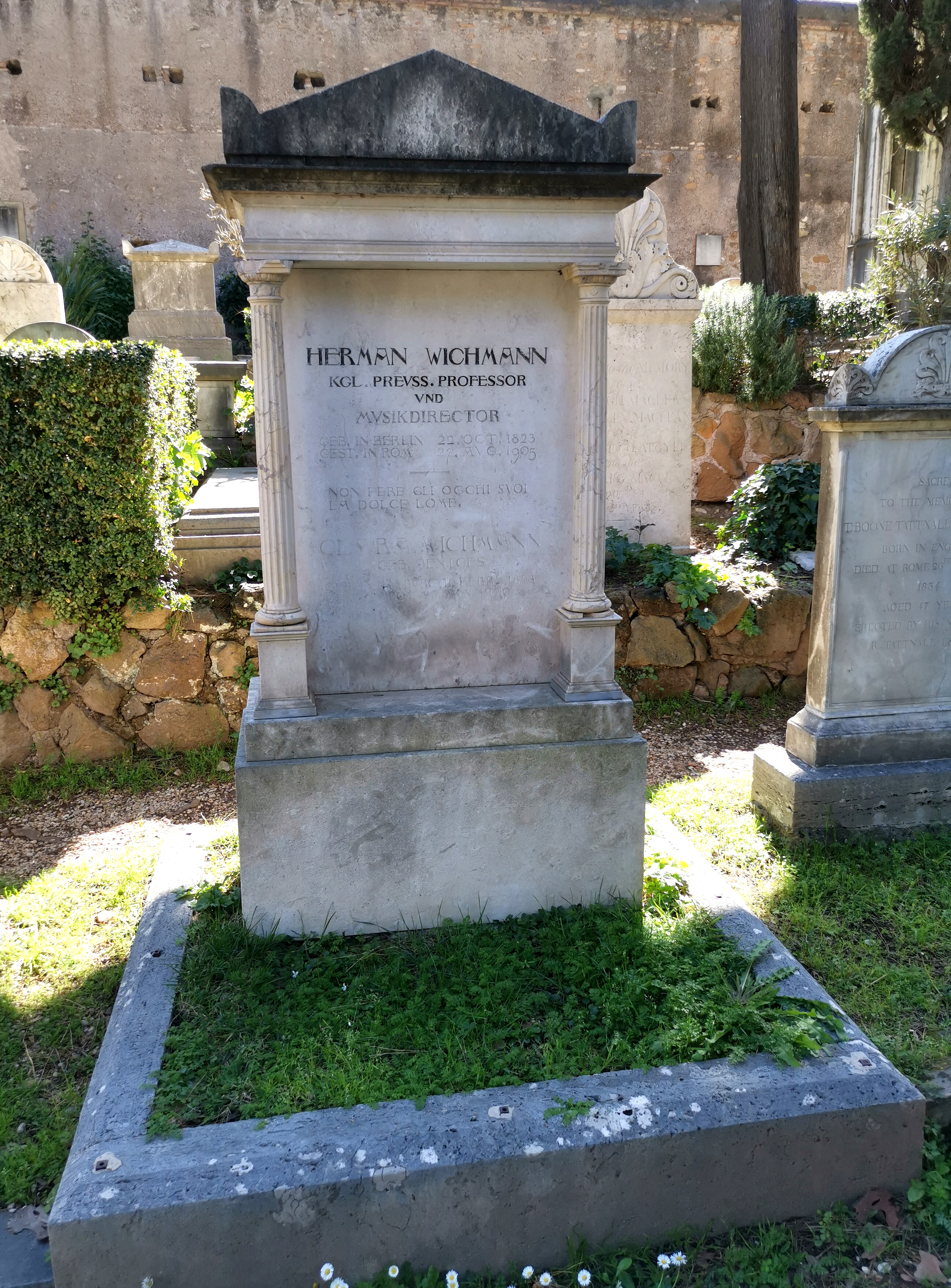
Grab auf dem Nichtkatholischen (Protestantischen) Friedhof Rom

Hermann Wichmann (* 22. Oktober 1823 in Berlin; † 27. August 1905 in Rom) war ein deutscher Komponist und Schriftsteller.

## Leben
Wichmann war ein Sohn des Berliner Bildhauers Ludwig Wilhelm Wichmann (1788–1859). Er studierte bei Wilhelm Taubert, Louis Spohr und Felix Mendelssohn Bartholdy. 1857 war er vorübergehend Musikdirektor des Musikvereins in Bielefeld, anschließend ließ er sich wieder in Berlin nieder.
Er zählte zum Freundeskreis von Giacomo Meyerbeer und Carl Lührß. Von seinen Kompositionen waren insbesondere seine Lieder sehr erfolgreich, die zum Repertoire der Sängerin Jenny Lind gehörten. Seit dem 13. Januar 1861 war unter dem Pseudonym „Spohr“ Mitglied des Vereins Tunnel über der Spree.
Wichmann wurde auf dem Protestantischen Friedhof in Rom beerdigt.

## Familie
Hermann Wichmann war der Bruder von Otto Wichmann, einem Genre- und Porträtmaler. Sein Onkel war der Bildhauer Karl Wichmann.

## Kompositionen (Auswahl)
- Klaviersonate g-Moll op. 1
- Streichquartett a-Moll op. 6, Berlin: Guttentag 1845
- Klaviertrio Es-Dur op. 10, Berlin: Guttentag 1845
- Streichquartett F-Dur op. 33, Berlin: Ries & Erler 1884
- Streichquartett c-Moll op. 40, Berlin: Ries & Erler 1878
- Klaviersonate c-Moll op. 55, Berlin: Ries & Erler 1895
- Zwei Klavierstücke op. 57
- Trauermarsch auf den Tod eines Künstlers für Klavier, Berlin: Ries & Erler 1882

## Schriften (Auswahl)
- Gesammelte Aufsätze, 3 Bände, Berlin: Ries & Erler, 1884–1890
- Frohes und Ernstes aus meinem Leben, Leipzig: Röder 1898
- Briefe Victor Hehns, von 1876 bis zu seinem Tode 23. März 1890 an seinen Freund Herman Wichmann, hrsg. von Herman Wichmann, Stuttgart: Cotta 1890